# Dimmalætting
Dimmalætting (dansk "daggry") er en færøsk avis med sæde i Tórshavn. Avisen var Færøernes største avis i mange år, men gik konkurs i 2013. I oktober 2014 udkommer den igen med ny ejer.
Avisen udkom fem gange om ugen i et oplag på ca. 8.500. Det svarer til, at mere end hver anden husholdning på Færøerne modtager avisen. Det første prøvenummer udkom den 8. december 1877, og den første regulær udgave den 5. januar 1878 som Amtstidene for Færøerne, mens navnet Dimmalætting var en tilføjelse, som var et nyt ord i det færøske sprog, da V.U. Hammershaimb skabte det for avisen[kilde mangler].
Da Sambandsflokkurin blev stiftet i 1906 blev "Dimma" dets partiblad. Selvom bladet fra 1995 kalder sig upartisk, var chefredaktøren indtil 2005 samtidig i partiets hovedbestyrelse.  Indtil 1910 var avisen kun skrevet på dansk, indtil 1947 tosproget[kilde mangler] og siden mest skrevet på færøsk. Indtil 1911 kom det kun om lørdagen, siden også på onsdage. Fra 1920'erne havde det også seks i stedet for fire sider, og fra 1970 udkom avisen tre dage om ugen med otte sider eller mere. Fra 1996 udkom Dimma fem gange om ugen. De sidste år var tirsdagsudgaven gratis.
Dimmalætting havde også aktiemajoriteten i avistrykkeriet Prentmiðstøðin, hvor den konkurrerende avis Sosialurin er minoritetsejer. Prentmiðstøðin er Færøernes eneste rotationstrykkeri.
I 2013 gik Dimmalætting konkurs.
Den 10. oktober 2014 udkommer Dimmalætting igen med ny ejer. Den vil være en weekendavis. Det er sagfører Poul Hansen, som ejer Dimmalætting. Fire journalister arbejder for den nye Dimmalætting, de er: Sveinur Tróndarson, Emil L. Jacobsen, Georg L. Petersen og Leif Láadal.

## Redaktører
- 1878 - 1879 Lytje Lützen exam. jur.
- 1880 - 1882 Oliver Petræus Effersøe
- 1882 - 1885 Louis Bergh
- 1885 - 1886 H. C. Petersen
- 1886 - 1889 R. C. Effersøe
- 1889 - 1892 Jacob Johansen
- 1892 - 1893 Oliver Petræus Effersøe
- 1893 - 1894 Emil Bruun
- 1894 - 1900 Enok Daniel Bærentsen
- 1900 - 1901 Søren E. Müller
- 1901 - 1902 Chr. Heilskov
- 1902 - 1905 R. C. Effersøe
- 1905 - 1918 Oluf Skaalum
- 1918 - 1936 Poul Niclasen
- 1936 - 1981 Georg L. Samuelsen
- 1981 - 1995 Benny Samuelsen
- 1995 - 2001 Beate L. Samuelsen
- 1995 - 2002 Georg L. Petersen
- 2002 - 2007 Ingi Samuelsen
- 2007 - 2013 Árni Gregersen
- 2014 - Sveinur Tróndarson

## Ekstern henvisning
- Dimma.fo Arkiveret 1. november 2020 hos  Wayback Machine (hjemmeside på færøsk)